# ガリシアの捕鯨

スペインにおけるガリシア州

ガリシアの捕鯨を説明する。

## 歴史

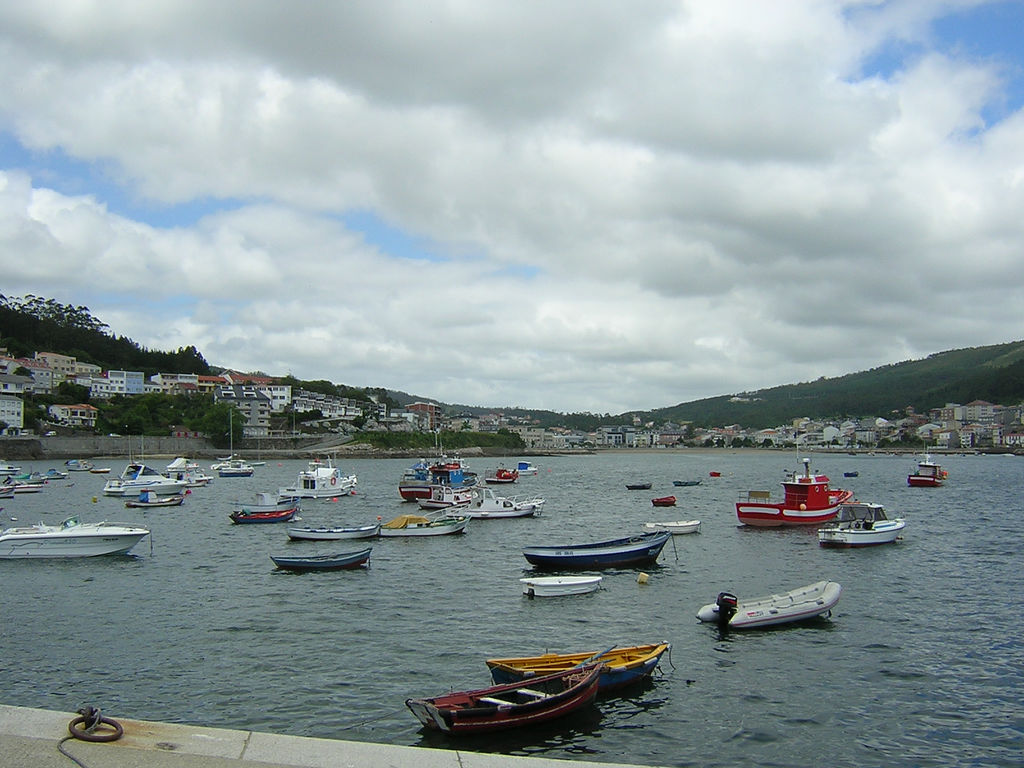
捕鯨が盛んだったア・コルーニャ県セーの海辺

イベリア半島北西部のガリシア地方（現・スペイン・ガリシア州）における捕鯨の歴史は、他のヨーロッパの大西洋岸地域と同じように遠い昔にさかのぼる。北大西洋や北太平洋では、紀元前3000年にはすでに捕鯨が行われていた記録が残っている。スペインやフランスに残る岩絵には、捕鯨の場面が描かれたものもある。11世紀のバスク人によるものなどが文献にみられる最初期の捕鯨である。北大西洋ではクジラの中でもタイセイヨウセミクジラを捕獲していた。
ガリシアの捕鯨が文献で初めて確認できるのは13世紀のことだが、それまでに数世紀に及ぶ捕鯨の歴史があったとされる。ガリシア人船員にとって捕鯨は漁業の一種だった。電気の到達以前には鯨油が灯りの燃料として用いられ、鯨ひげは贅沢な衣類の素材や傘などに用いられた。さらには各種部位は薬品や化粧品にも用いられるようになり、ガリシア地方の都市開発に大きな影響を与えた。
当初はイベリア半島沿岸での捕獲に限られていたが、何世紀にもわたる捕鯨活動の中で捕獲技術が進歩し、外洋に繰り出して捕獲を行うようになった。外洋で捕鯨を行う際には、ヒレナガゴンドウ、シロイルカ、イッカク、ネズミイルカなど、クジラ目の中でも比較的小型の主が捕獲された。16世紀や17世紀のイベリア半島周辺において、ガリシア地方はクジラのもっとも重要な繁殖地だった。
20世紀初頭のガリシア地方ではバリェネラ・エスパニョーラ社とコロナ株式会社の2社が産業捕鯨を行っていたが、1930年代後半のスペイン内戦やその後の第二次世界大戦の勃発で中断を余儀なくされた。1951年以後には3社（後に統合されて1社）が産業捕鯨に携わっており、ポンテベドラ県カンガスの工場は雇用などで地元経済に貢献していた一方で、「夏季には（工場から出る）大量の脂肪が海面に浮かぶためビーチに行くことができなかった」という。スペインが欧州経済共同体(EEC)に加盟する前年の1985年には、ガリシア州での捕鯨が禁止された。禁止措置の後も、しばらくの間カンガスでは何隻かの捕鯨船が港湾に停泊されていたという。

## 文化

クジラが描かれているア・コルーニャ県ア・ララーチャの自治体章

ルーゴ県ブレーラ港やア・コルーニャ県アルテイショのスエボス港など、捕鯨活動から生まれた港湾すら存在する。ガリシア語で「クジラ」をbaleaと呼ぶが、ガリシア地方にはポンテベドラ県カンガスの自治体域にbaleaという地名(英語版)が、ポンテベドラ県オ・グローベの自治体域にもbaleaという地名(英語版)が存在する。
アンショス・スマイによる2007年の小説『Así nacen as baleas』はガリシアの捕鯨を題材とする作品であり、同年にブレベ・レプソルYPF小説賞を受賞している。

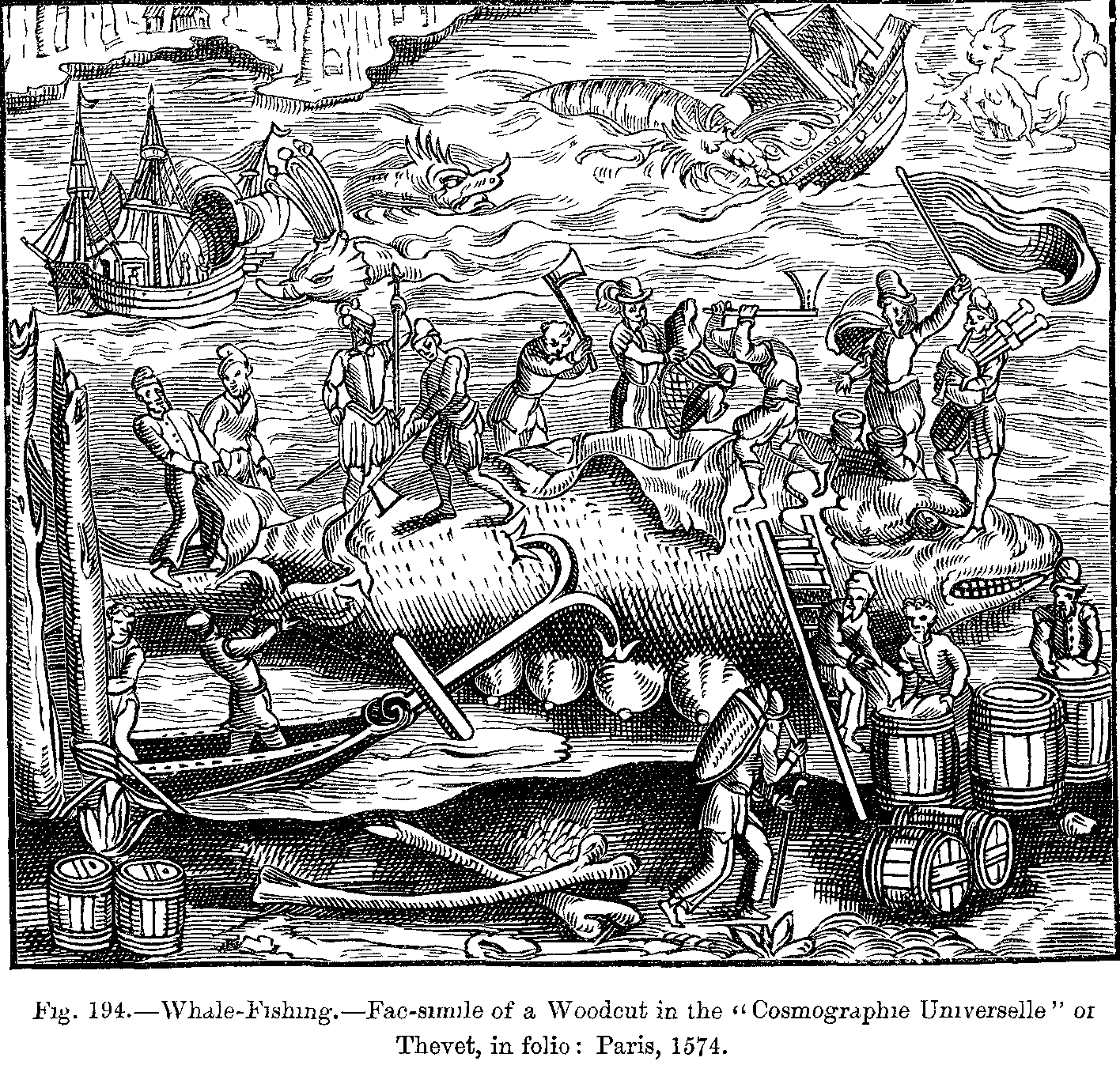
オランダの捕鯨を描いた版画（16世紀）
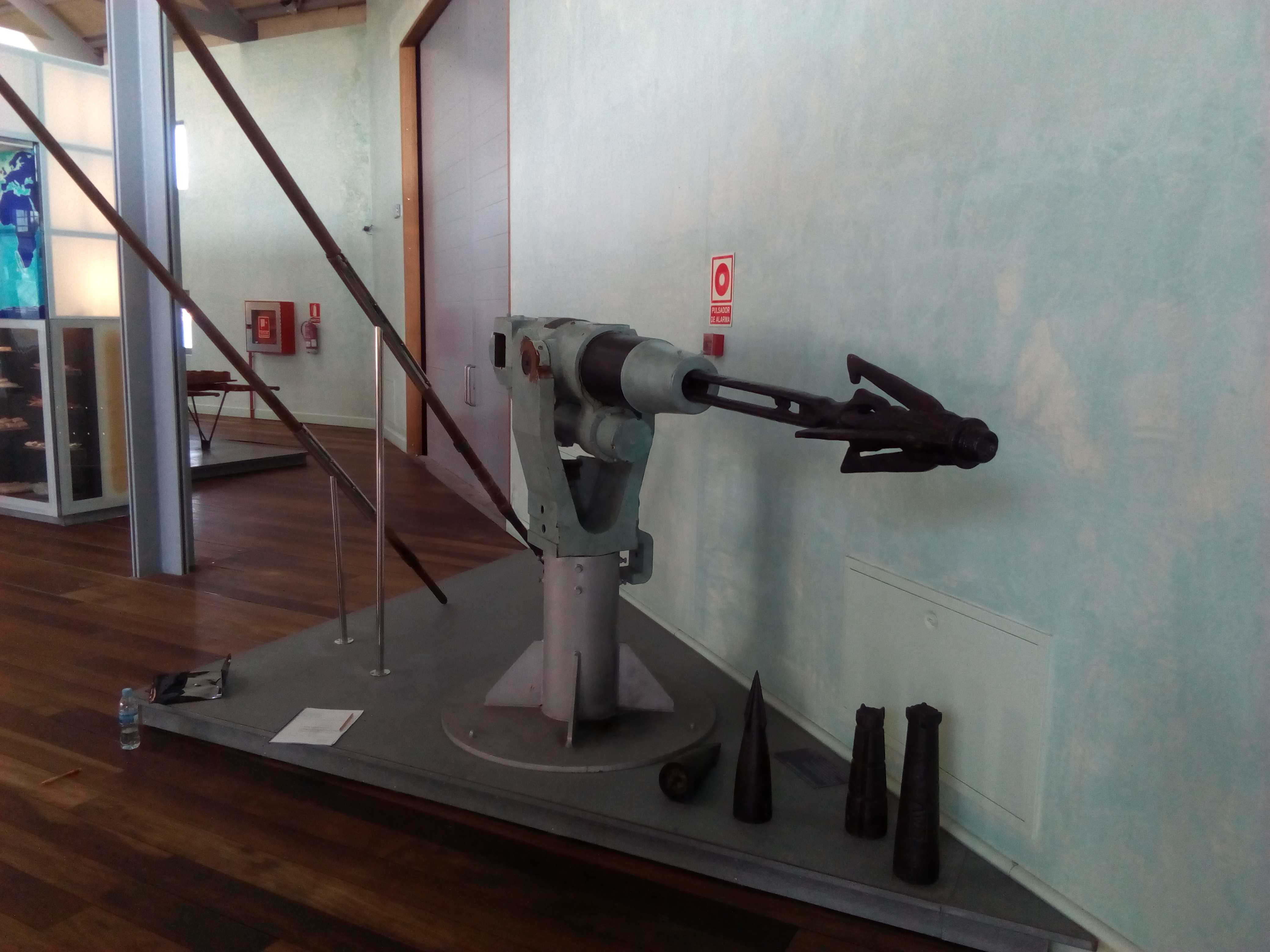
ガリシア海洋博物館に展示されている捕鯨用の銛